# The Voice of Conscience (film 1912 Thanhouser)
The Voice of Conscience è un cortometraggio muto del 1912. Il nome del regista non viene riportato nei credit del film prodotto dalla Thanhouser.

## Produzione
Il film fu prodotto dalla Thanhouser Film Corporation.

## Distribuzione
Distribuito dalla Film Supply Company, il film - un cortometraggio di una bobina - uscì nelle sale cinematografiche statunitensi il 3 settembre 1912.
Copia della pellicola, un positivo 35 mm, viene conservata negli archivi dell'International Museum of Photography and Film at George Eastman House di Rochester.